# Tafenoquine
Tafenoquine, được bán dưới tên thương hiệu Krintafel, là một loại thuốc 8-aminoquinoline được sản xuất bởi GlaxoSmithKline để điều trị bệnh sốt rét, cũng như phòng chống sốt rét.
Chỉ định cho tafenoquine là điều trị các giai đoạn hypnozoite của Plasmodium vivax và Plasmodium ovale chịu trách nhiệm tái phát các loài sốt rét này ngay cả khi các giai đoạn máu được loại bỏ thành công. Điều này hiện chỉ đạt được bằng cách sử dụng primaquine hàng ngày trong 14 ngày. Ưu điểm chính của tafenoquine là nó có thời gian bán hủy dài (2 Tuần 3) và do đó, một điều trị duy nhất có thể đủ để loại bỏ hypnozoites. Phác đồ ngắn hơn đã được mô tả là một lợi thế.
Giống như primaquine, tafenoquine gây tan máu ở những người bị thiếu G6PD. Thật vậy, thời gian bán hủy dài của tafenoquine cho thấy cần phải cẩn thận để đảm bảo rằng những người bị thiếu G6PD nghiêm trọng không nhận được thuốc.
Liều tafenoquine chưa được thiết lập vững chắc, nhưng để điều trị sốt rét do Plasmodium vivax, liều 800 mg trong ba ngày đã được sử dụng.
Năm 2018, Cơ quan Quản lý Thực phẩm và Dược phẩm Hoa Kỳ (FDA) đã phê duyệt tafenoquine liều duy nhất để chữa trị triệt để (phòng ngừa tái phát) bệnh sốt rét do Plasmodium vivax .

## Hóa học lập thể
Tafenoquine chứa một stereocenter và bao gồm hai enantiomers. Đây là hỗn hợp của dạng (R)- và (S)-: 
| Thuốc đối kháng của tafenoquine | Thuốc đối kháng của tafenoquine |
| ------------------------------- | ------------------------------- |
| liên_kết= </br> (R) -Form       | liên_kết= </br> (S) -Form       |

## Từ đồng nghĩa
- Etaquine (tên chung do WRAIR đề xuất, sau đó bị CDER từ chối)

## Tên thương mại
- Kozenis ® (Úc) [7]
- Krintafel ® (Hoa Kỳ) [8]